# Jana Münster

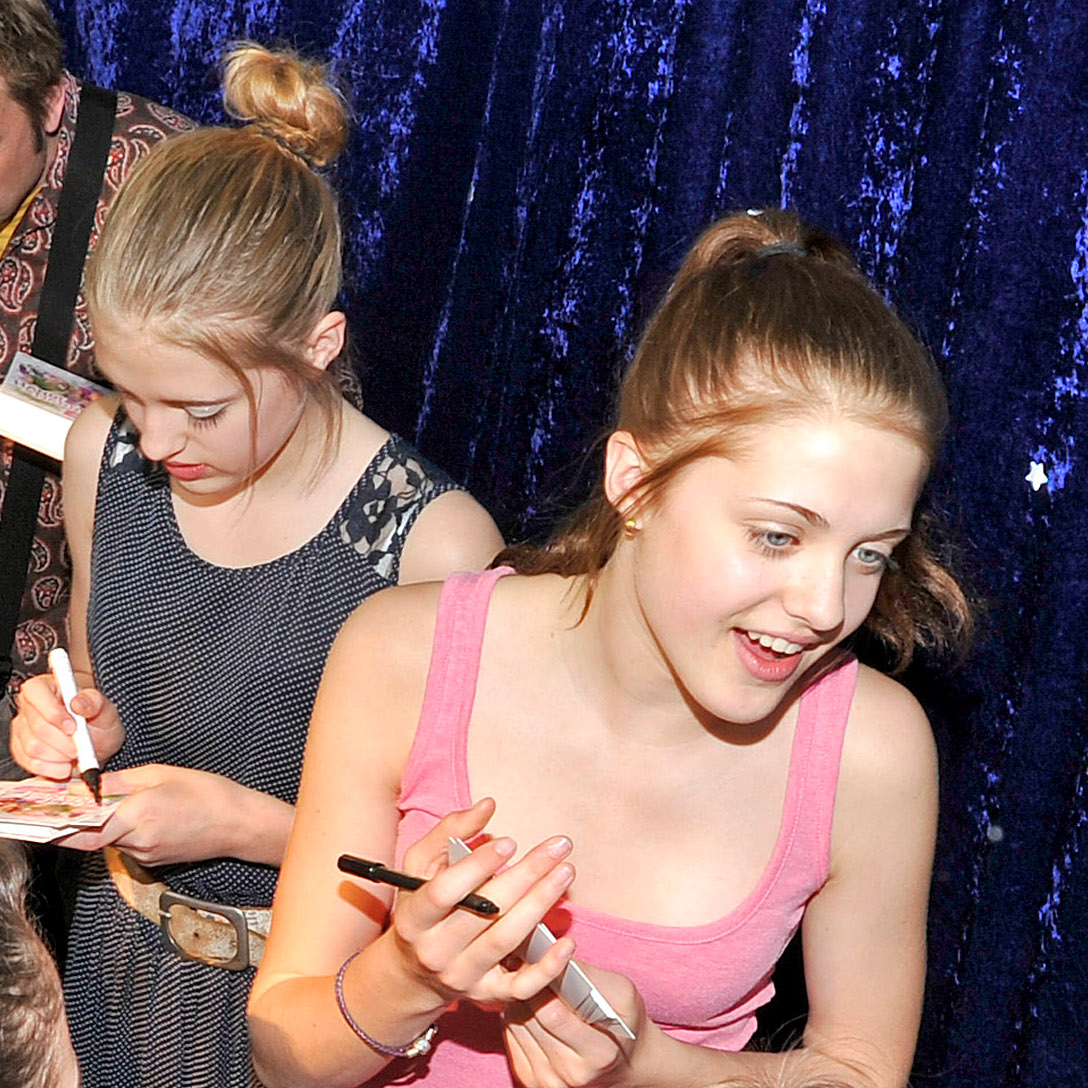
Jana und Sophia Münster beim Stadtfest 2012 in Mannheim

Jana Münster (* 28. Februar 1998 in Mannheim) ist eine deutsche Schauspielerin.

## Leben
Jana spielte 2010 die Titelrolle der Nanni in der deutschen Filmkomödie Hanni & Nanni an der Seite ihrer Zwillingsschwester Sophia, welche die Hanni spielte. In den Fortsetzungen, die 2012 und 2013 gedreht wurden, spielt sie die Hanni, während Sophia die Rolle der Nanni übernimmt. Außerdem veröffentlichte das Zwillingspaar im November 2014 ihren Song I Love to Dance auf YouTube.
Die beiden Schwestern leben in Ilvesheim.

## Filmografie
- 2010: Hanni & Nanni
- 2012: Hanni & Nanni 2
- 2013: Hanni & Nanni 3
- 2016: Alles Liebe, Annette (Gastauftritt)
- 2019: Das Traumschiff – Japan
- 2019: Meine Klasse – Voll das Leben
- 2020: Alle Nadeln an der Tanne

## Auszeichnungen
- 2010: Bambi in der Kategorie Talent für Hanni & Nanni